# Aichi M6A
L'Aichi M6A Seiran (愛知 M6A 晴嵐?) era un idrosilurante a scarponi, monomotore e ad ala bassa, realizzato dall'azienda giapponese Aichi Kokuki KK negli anni quaranta.
Il Seiran doveva essere l'estremo sviluppo del concetto di aereo da combattimento imbarcato sui sommergibili portaerei della flotta della Marina imperiale giapponese.

## Storia

### Sviluppo
L'M6A1 venne sviluppato per essere appositamente utilizzato a supporto dei sottomarini portaerei della classe I-400 da 5 300 ton. Questi avrebbero dovuto trovare posto a bordo, in numero di 2 o 3 esemplari, stivati e smontati per poi essere velocemente riassemblati e posizionati sulla catapulta per il decollo. I due galleggianti potevano essere scaricati ed il velivolo era essenzialmente progettato per essere lasciato affondare nel mare alla fine della propria missione.
Il primo prototipo venne portato in volo per la prima volta nel novembre 1943, seguito da altri 7 esemplari realizzati sempre a scopo di studio e sviluppo. Dopo la valutazione positiva della commissione esaminatrice venne avviato alla produzione in piccola serie.
Venne realizzata anche una versione alternativa, che assunse la designazione di M6A1-K Nanzan (in giapponese 晴嵐改, Montagna del sud), dotata di un tradizionale carrello d'atterraggio in sostituzione dei galleggianti. Questo modello viene generalmente indicato come un aereo da addestramento basato a terra ma alcune fonti affermano che doveva essere utilizzato nel ruolo da attacco al suolo, partendo dalla catapulta del sottomarino ed atterrando normalmente su una pista, soluzione tecnica impiegata anche dall'italiano Reggiane Re.2000 Catapultabile. La principale differenza rispetto al modello idro era, oltre l'adozione del carrello, anche una diversa deriva che nel Seiran aveva la parte superiore dello stabilizzatore verticale removibile mentre nel Nazan era assente.

### Impiego operativo

Profilo del posizionamento delle parti di un M6A1 smontato per il trasporto.

Il primo M6A1 venne completato nel novembre 1943, e l'ordine di 28 esemplari (compreso i M6A1-K) venne completamente evaso nel 1945. All'inizio del 1942 l'ammiraglio Isoroku Yamamoto studiò un piano per eseguire un attacco a sorpresa sul Canale di Panama utilizzando i Seiran per l'operazione. L'obiettivo venne in seguito modificato nel 1945, facendone oggetto le portaerei dell'U. S. Navy alla fonda presso l'atollo Ulithi, questo a causa della morte di Yamamoto nel corso dell'Operazione Vengeance e le relazioni che segnalavano un imminente attacco statunitense nel cuore del territorio giapponese.
Questa missione venne affidata alla 1ª flottiglia, parte della 6ª flotta Dai-roku Kanta della Marina Imperiale, che era formata due sottomarini, l'I-400  e l'I-401, che trasportavano tre Seiran ciascuno.
Le due unità partirono dal Giappone il 23 luglio 1945 procedendo con una rotta verso Ulithi. Tuttavia, il 15 agosto, il comandante dell'I-401 ricevette un messaggio radio dal quartier generale che lo informava della resa del Giappone. Gli venne quindi ordinato di tornare al più vicino porto in Giappone precludendo quindi alla flottiglia ed al Seiran la possibilità di compiere la loro prima azione bellica. Tutti i sei esemplari di Seiran a bordo delle unità furono catapultati in mare con ali e stabilizzatori piegati per impedire che fossero catturati dalle forze statunitensi.

## Versioni

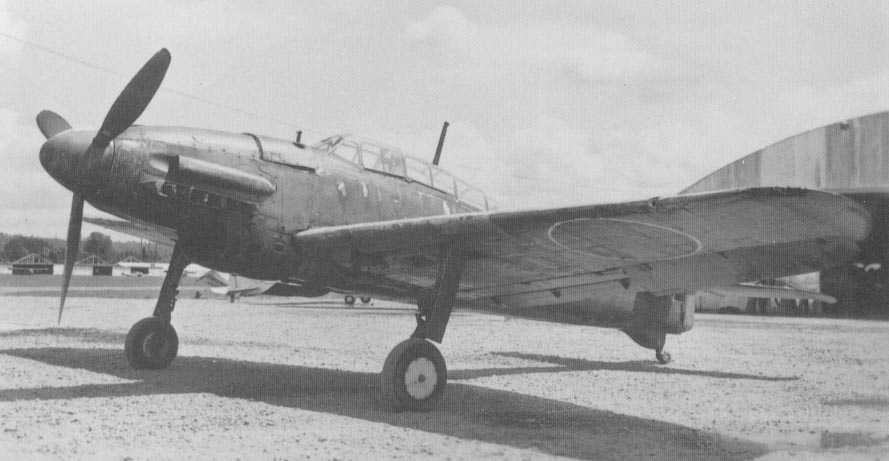
Il prototipo del M6A1-K Nanzan, versione da addestramento con carrello fisso.

M6A1 Prototipo
prototipi equipaggiati con un motore Atsuta 30 o 31 da 1400 hp (1044 kW) e galleggianti removibili, realizzato in 8 esemplari.
M6A1 Seiran
versione bombardiere/da attacco, prodotto in 18 esemplari.
M6A1-K Nanzan
prototipo della versione da addestramento dotato di tradizionale carrello d'atterraggio retrattile, realizzato in 2 esemplari.
M6A2
prototipo equipaggiato con un motore radiale Mitsubishi Kinsei MK8P 62 da 1560 hp (1163 kW) abbinato ad un'elica tripala metallica a passo fisso, realizzato in un esemplare.

## Utilizzatori
Giappone
- Dai-Nippon Teikoku Kaigun Kōkū Hombu

## Esemplari attualmente esistenti

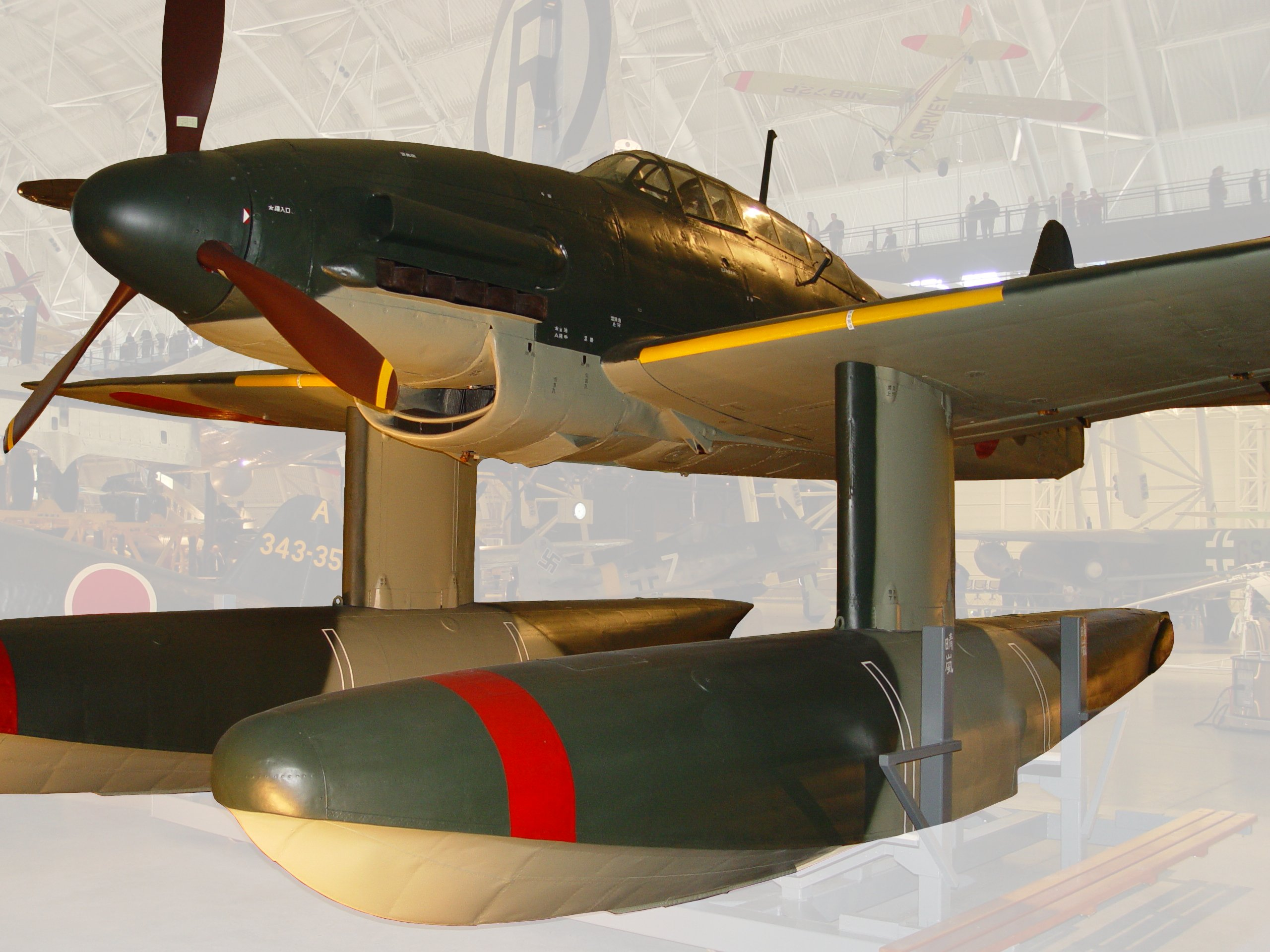
L'Aichi M6A1 Seiran esposto al National Air and Space Museum.

L'unico M6A1 presente in una struttura museale è esposto presso l'Udvar-Hazy Center, una sede distaccata del National Air and Space Museum (NASM), dell'Istituto Smithsonian, situata nei pressi dell'Aeroporto Internazionale di Washington-Dulles nell'area di Chantilly, nella Contea di Fairfax, Stati Uniti d'America. Il restauro dell'esemplare venne sponsorizzato dalla Tamiya, azienda attiva nel modellismo, e che ha nella sua gamma di prodotti anche il Seiran.